# Anolis paternus
Espèce
Synonymes
- Anolis angusticeps paternus Hardy, 1967

Anolis paternus est une espèce de sauriens de la famille des Dactyloidae.

## Répartition
Cette espèce est endémique de Cuba.

## Liste des sous-espèces
Selon The Reptile Database (26 août 2012) :
- Anolis paternus paternus Hardy, 1967
- Anolis paternus pinarensis Garrido, 1975

## Publications originales
- Hardy, 1967 "1966" : Geographic variation in the West Indian lizard, Anolis angusticeps, with the description of a new form, Anolis angusticeps paternus, subsp. nov., from the Isle of Pines, Cuba (Reptilia: Iguanidae). Caribbean Journal of Science, vol. 6, p. 23-31.
- Garrido, 1975 : Variación de Anolis angusticeps Hallowell (Lacertilia: Iguanidae) en el occidente de Cuba y en Isla de Pinos. Poeyana, no 144, p. 1-18.